# Universidade Tecnológica Federal do Paraná
La Universidade Tecnológica Federal do Paraná (UTFPR) és la major universitat de l'estat de Paraná, amb seu a la ciutat de Curitiba, i amb dos campus avançats en l'interior de l'estat.
El 2009 tenia 75 opcions de curs.